# De Jommekesclub
De Jommekesclub is het 44ste stripverhaal van Jommeke. De reeks wordt getekend door striptekenaar Jef Nys.

## Personages
- Jommeke
- Flip
- Filiberke
- Pekkie
- Annemieke
- Rozemieke
- Choco
- Teofiel
- Marie
- professor Gobelijn
- Anatool
- Kwak
- Boemel
- Madam Pepermunt
- Gravin Van Stiepelteen
- Odilon
- Langteen
- Schommelbuik

## Verhaal
Dit album is een verzameling gags rond Jommeke en zijn vrienden.
- Bij het boogschieten raakt Choco per ongeluk de buurman.
- Filiberke gaat op eendenjacht, maar Jommeke overtuigt hem om niet meer te jagen op de dieren. Daarna schiet Choco per ongeluk de rubberboot lek.
- Jommeke vraagt aan Choco om de appels uit een boom te plukken, maar Choco zaagt de hele boom om.
- De Miekes winnen een fles wijn en vragen Choco om hem naar Jommeke te brengen, maar Choco drinkt hem onderweg uit.
- De vrienden zien rook uit de zolder opkomen en willen blussen, maar het blijkt Choco te zijn die de pijp van Teofiel rookt.
- Choco krijgt een nieuw kostuum, maar tijdens een wandeling raakt het gescheurd.
- Jommeke wint met een tombola een struisvogel.
- Filiberke verstuikt zijn enkel en wordt in een kruiwagen thuisgebracht. Het wiel breekt waarna Choco het wiel vervangt.
- De gewassen kleren van Choco moeten gedroogd worden waarop ze in de oven gestoken worden. Ze worden vergeten en de kleren zijn verbrand.
- Choco speelt vals op zijn trompet en moet van de Miekes buiten spelen. In het park krijgt hij geld van de mensen die denken dat hij bedelt.
- Professor Gobelijn vindt een van zijn schoenen niet meer, maar die bevindt zich per ongeluk in de koelkast.
- Choco ziet een man een gat in de muur kappen en doet dat thuis ook. Hij vult het gat met aarde.
- Choco voetbalt in huis en breekt een vaas. Annemieke gooit de bal naar zijn hoofd, maar breekt zo ook een vaas. Rozemieke gooit dan de bal naar Annemiekes hoofd maar ook zij breekt een vaas.
- Jommeke en Filiberke bouwen een clubhuis in hout. De Miekes mogen niet helpen, maar stellen daarna vast dat de vrienden een deur vergeten te plaatsen zijn.
- Pekkie is al weken vermist, maar wordt dan teruggevonden met een vrouwelijke poedel en zeven puppy's.
- Choco stoort het balspel van de vrienden waarop ze hem vastbinden aan de zetel waarop Marie ligt te slapen. Hij loopt echter weg met de bank die op wielen staat.
- De vrienden besluiten actie te ondernemen voor de ongelukkige dieren en onder meer de gevangen dieren te bevrijden. Choco neemt dit letterlijk en bevrijdt in de dierentuin de apen die hij mee naar huis brengt.
- Jommeke bouwt een kanon om mensen naar de maan te schieten. Filiberke kruipt erin en wordt door Choco afgeschoten. Hij belandt in de vijver van de buurman die hem een pak slaag geeft.
- Jommeke en Choco trekken op jacht. Choco raakt vermoeid waarna Jommeke hem naar huis draagt. De Miekes denken echter dat Choco neergeschoten is en vallen flauw.
- De vrienden gaan picknikken in de natuur maar belanden per ongeluk in het oefenterrein van het leger.
- De vrienden gaan nu kamperen. Als ze tijdens een regenbui de tent willen opzetten, zien ze dat ze de tent vergeten zijn.
- Bij een nieuwe poging om te kamperen vergeten de vrienden het gasvuur. Filiberke hakt een boom om voor brandhout, maar die belandt op de tent.
- Jommeke en Filiberke willen een nieuwe tent opzetten in de tuin, maar het regent. Van zijn moeder moeten ze binnen spelen, waarop ze de tent in huis opzetten.
- Filiberke heeft een schaap gekregen. Ze scheren het, maar het heeft dan koud. Het schaap krijgt een kleed van Jommekes moeder.
- De klas van Jommeke en zijn vrienden trekt het bos in op zoek naar een koekoek. Flip fopt de onderwijzer door een koekoek na te bootsen.
- Jommeke legt zich te slapen op een oude zitbank. Teofiel neemt de bank mee naar het stort waar Jommeke ontwaakt.
- Jommeke oefent op een tuba terwijl zijn vrienden buiten luisteren. Ze verwonderen zich over zijn lange adem, maar zien dat dat een ventilator voor de lucht zorgt.
- De Miekes roepen de hulp in van Jommeke en melden dat Leentje verdrinkt. Jommeke redt Leentje maar stelt dan vast dat het een pop van de Miekes is.
- Tijdens een onweer vlucht Choco naar de kelder. De Miekes vinden dit verdacht en ontdekken dat Choco stiekem aan de wijn zit.
- Choco heeft tandpijn en wordt door Filiberke naar de tandarts gebracht. Hij praat op Choco in dat hij niet bang moet zijn voor de tandarts maar valt zelf flauw als hij de spuit ziet.
- Filiberke is ziek. Choco breekt de koortsthermometer waarna de gewone thermometer in Filiberkes mond gestoken wordt.
- De vrienden willen een nieuwe bal kopen. Ze besluiten op straat te gaan wenen en krijgen geld van de voorbijgangers.
- Jommeke en Filiberke gaan vissen, maar slagen er twee keer in in het water te vallen.
- Er is een lek in het dak en Filiberke zet er een pot onder om het water op te vangen. Het blijkt echter een zeef te zijn.
- Filiberke heeft spierpijn. Jommeke raadt hem aan een modderbad te nemen, maar gebruikt cement in plaats van zand, waardoor Filiberke vastgebetonneerd zit in bad.
- De bel van de Miekes is kapot. Jommeke vervangt ze door een koord met een grote klok.
- Jommeke wil een oude hangmat ophangen, maar die scheurt. Hij hangt dan een ligzetel tussen de bomen.
- De vrienden maken vogelnestkastjes en hangen die in de bomen van een fruitgaard. De boer denkt echter dat ze zijn peren komen stelen en verjaagt ze.
- De vrienden willen met de bal spelen en binden Pekkie vast aan een pas aangeplante boom. Die trekt hem echter uit.
- Marie klaagt dat zij al het schoonmaakwerk moet doen. Jommeke besluit haar te helpen door een bord uit te hangen voor een meid met een heel hoog loon, waarop Teofiel voortdurend gestoord wordt door sollicitanten.
- Een neef van Teofiel komt met zijn vier kinderen logeren bij Marie en Teofiel. Ze nemen alle slaapplaatsen in waardoor Jommeke in de kelder op de bak aardappelen moet slapen.
- De vrienden zitten zonder geld en besluiten een chocoladefabriek te starten door een koe in huis te nemen tot ergernis van Marie.

## Achtergronden bij dit verhaal
- Dit is het derde albums met gags in de reeks. In tegenstelling tot het eerdere 'Dolle fratsen' en 'Gekke grappen' zijn dit geen gags uit de periode van voor de start van de stripreeks. In deze gags komen de vrienden van Jommeke wel voor wat in de twee andere albums niet het geval is. Verschillende van deze gags zijn nieuw, maar andere zijn bewerkingen van oudere gags waarbij de vrienden de plaats innemen van Jommeke of zijn ouders.
- Er zijn gags waarin Jommeke niet voorkomt, wat uitzonderlijk is.
- In een van de gags heeft Pekkie een vrouwtje en kinderen, maar daar gebeurt later in de reeks niets mee.